# Dolichosaccus
Genre
Dolichosaccus est un genre de trématodes de la famille des Telorchiidae.

## Liste des espèces
Ce genre comprend les espèces suivantes[réf. nécessaire] :
- Dolichosaccus amplicavus Travassos, 1924
- Dolichosaccus anartius (Johnston, 1912)
- Dolichosaccus cheni (Shun, 1965)
- Dolichosaccus diamesus Johnston, 1912
- Dolichosaccus grandiacetabularis Moravec & Sey, 1989
- Dolichosaccus helocirrus Barton, 1994
- Dolichosaccus ischyrus Johnston, 1912
- Dolichosaccus juvenilis (Nicoll, 1918)
- Dolichosaccus leiolopismae Allison & Blair, 1988
- Dolichosaccus longibursatus Moravec & Sey, 1989
- Dolichosaccus lygosomae Fischthal & Kuntz, 1967
- Dolichosaccus noctua Fischthal & Kuntz, 1967
- Dolichosaccus novaezealandiae Prudhoe, 1970
- Dolichosaccus schmidti Fischthal & Kuntz, 1975
- Dolichosaccus solecarius Johnston, 1917
- Dolichosaccus symmetrus (Johnston, 1912)
- Dolichosaccus trypherus Johnson, 1912

## Systématique
Le nom valide complet (avec auteur) de ce taxon est Dolichosaccus Johnston (d), 1912,. Son espèce type est Dolichosaccus trypherus.
Dolichosaccus a pour synonyme :
- Dolichosacculus Johnston, 1943

### Étymologie
Le nom générique, Dolichosaccus, est la combinaison du grec ancien δολιχός (dolikhόs), « long », et σάκκος (sákkos), « bourse, sac »

### Publication originale
- (en) Stephen Jason Johnston, « On some trematode parasites of Australian frogs », Proceedings of the Linnean Society of New South Wales, vol. 37,‎ 1912, p. 285-362 (DOI 10.5962/bhl.part.22348, lire en ligne)